# Sant'Alessio con Vialone
Sant'Alessio con Vialone er en italiensk by (og kommune) i regionen Lombardiet i Italien, med omkring 1.028(2023) indbyggere. 